# 김병렬 (1921년)
김병렬(1921년 11월 25일~1989년 4월 17일)은 대한민국의 정치인이다. 제11대 국회의원을 지냈다.

## 역대 선거 결과
|  | 17.64% |

|  | 21.12% |

|  | 10.57% |